# مسجد حسن البلقية في منتيري
مسجد حسن البلقية (بالإنجليزية: Hassanal Bolkiah Mosque, Mentiri)، هو مسجد يقع في منتيري، وهي منطقة سكنية في مقاطعة بروناي موارا في بروناي.

## التاريخ
- بدأ بناء المسجد في 2 مايو 2017 مع حفل وضع الأساس.[3]

- تم بناؤه بأمر من حسن البلقية، سلطان بروناي، ليحل محل المسجد السابق، مسجد مخطط الإسكان الوطني كامبونج مينتيري، الذي دمر في حريق.

- تم الانتهاء من البناء في 49 يومًا فقط، تم افتتاحه رسميًا من قبل السلطان في 23 يونيو 2017، بعد صلاة الجمعة في المسجد. [4]

## انظر أيضََا
الإسلام في بروناي